# Savage (rappare)
Savage, född Demetrius Savelio, 28 juni 1981, är en nyzeeländsk rappare och medlem i hiphop-gruppen Deceptikonz. Savage blev känd för den igenkända rösten till låten Freaks av musikproducenten Timmy Trumpet.